# Rezerwat przyrody Meandre Hrona
Rezerwat przyrody Meandre Hrona (słow. Prírodná rezervácia Meandre Hrona) – rezerwat przyrody w centralnej Słowacji. Powierzchnia 103,8 ha. Na terenie rezerwatu obowiązuje 4. (w pięciostopniowej skali) stopień ochrony.

## Położenie
Rezerwat leży w granicach katastralnych wsi Šumiac i Telgárt w powiecie Brezno w kraju bańskobystrzyckim. Obejmuje pas terenu wzdłuż doliny Hronu pomiędzy ww. miejscowościami (powyżej ostatnich zabudowań osady Šumiaca, zwanej Červená Skala i poniżej pierwszych zabudowań Telgartu, ok. 820–845 m n.p.m.), ograniczony z jednej strony drogą krajową nr 66, a z drugiej strony linią kolejową nr 173 Červená Skala-Margecany. Teren rezerwatu leży w strefie ochronnej Parku Narodowego Niżne Tatry.

## Historia
Rezerwat został powołany decyzją Ministerstwa Kultury Słowackiej Republiki Socjalistycznej nr 798/1980-32 z dnia 29 lutego 1980 r. (wejście w życie od 1 marca 1980 r.); nowelizacja VZV KÚ w Bańskiej Bystrzycy nr 6/2003 z dnia 4 marca 2003 r. (z datą obowiązywania od 1 kwietnia 2003 r.).

## Charakterystyka
Rezerwat obejmuje fragment stosunkowo szerokiej doliny aluwialnej o miernym spadku, wzdłuż której rzeka wytworzyła system meandrów. Podłoże tworzą osady paleogeniczne, nakryte młodszymi osadami neogenu. Wytworzyły się na nim podmokłe łąki, przechodzące w torfowiska niskie, poprzerastane zaroślami wierzbowymi z wierzbą rokitą. Występują tu m.in. turzyca gwiazdkowata, turzyca siwa, kozłek dwupienny, pierwiosnek omączony i owadożerny tłustosz pospolity.

## Cel ochrony
Celem funkcjonowania rezerwatu jest ochrona cennych przyrodniczo fluwialnych form geomorfologicznych oraz fitocenoz łąkowych i torfowiskowych z rzadkimi gatunkami roślin dla celów naukowo-badawczych i ze względów krajobrazowo-estetycznych.

## Turystyka
Na terenie rezerwatu nie ma znakowanych szlaków turystycznych.